# Saturn Award per il miglior attore non protagonista
Il Saturn Award per il miglior attore non protagonista (Best Supporting Actor) è un premio assegnato annualmente nel corso dei Saturn Awards dal 1976 ad oggi.

## Vincitori e candidati
I vincitori sono indicati in grassetto.

### Anni 1970
- 1976
  - Marty Feldman - Frankenstein Junior (Young Frankenstein)
- 1977
  - Jay Robinson - Train Ride to Hollywood
- 1978
  - Alec Guinness - Guerre stellari (Star Wars: Episode IV - A New Hope)
  - Peter Cushing - Guerre stellari (Star Wars: Episode IV - A New Hope)
  - Burgess Meredith - Sentinel (The Sentinel)
  - Woody Strode - Kingdom of the Spiders
  - Red Buttons - Elliott, il drago invisibile (Pete's Dragon)
- 1979
  - Burgess Meredith - Magic - Magia (Magic)
  - James Mason - Il paradiso può attendere (Heaven Can Wait)
  - Leonard Nimoy - Terrore dallo spazio profondo (Invasion of the Body Snatchers)
  - Michael Ansara - Manitù, lo spirito del male (The Manitou)
  - Michael Jackson - The Witz

### Anni 1980
- 1980
  - Arte Johnson - Amore al primo morso (Love at First Bite)
  - Donald Pleasence - Dracula
  - Richard Kiel - Moonraker - Operazione spazio (Moonraker)
  - Leonard Nimoy - Star Trek (Star Trek: The Motion Picture)
  - David Warner - L'uomo venuto dall'impossibile (Time After Time)
- 1981
  - Scatman Crothers - Shining (The Shining)
  - Melvyn Douglas - Changeling (The Changeling)
  - Martin Gabel - Delitti inutili (The First Deadly Sin)
  - Max von Sydow - Flash Gordon
  - Billy Dee Williams - L'Impero colpisce ancora (Star Wars: Episode V - The Empire Strikes Back)
- 1982
  - Burgess Meredith - Scontro di titani (Clash of the Titans)
  - Ralph Richardson - Il drago del lago di fuoco (Dragonslayer)
  - Nicol Williamson - Excalibur
  - Paul Freeman - I predatori dell'arca perduta (Raiders of the Lost Ark)
  - Craig Warnock - I banditi del tempo (Time Bandits)
- 1983
  - Richard Lynch - La spada a tre lame (The Sword and the Sorcerer)
  - Rutger Hauer - Blade Runner
  - Roddy McDowall - Classe 1984 (Class of 1984)
  - Bruce Spence - Interceptor - Il guerriero della strada (Mad Max 2: The Road Warrior)
  - Walter Koenig - Star Trek II - L'ira di Khan (Star Trek: The Wrath of Khan)
- 1984
  - John Lithgow - Ai confini della realtà (Twilight Zone: The Movie)
  - Jonathan Pryce - Qualcosa di sinistro sta per accadere (Something Wicked This Way Comes)
  - Billy Dee Williams - Il ritorno dello Jedi (Star Wars: Episode VI - Return of the Jedi)
  - Scatman Crothers - Ai confini della realtà (Twilight Zone: The Movie)
  - John Wood - Wargames - Giochi di guerra (WarGames)
- 1985
  - Tracey Walter - Repo Man - Il recuperatore (Repo Man)
  - John Lithgow - Buckaroo Banzai (The Adventures of Buckaroo Banzai Across the 8th Dimension)
  - Dick Miller - Gremlins
  - Robert Preston - Giochi stellari (The Last Starfighter)
  - John Candy - Splash - Una sirena a Manhattan (Splash)
- 1986
  - Roddy McDowall - Ammazzavampiri (Fright Night)
  - Crispin Glover - Ritorno al futuro (Back to the Future)
  - Christopher Lloyd - Ritorno al futuro (Back to the Future)
  - Ian Holm - Dreamchild
  - Joel Grey - Il mio nome è Remo Williams (Remo Williams: the Adventure Begins)
- 1987
  - Bill Paxton - Aliens - Scontro finale (Aliens)
  - Richard Moll - Chi è sepolto in quella casa? (House)
  - Clu Gulager - Hunter's Blood
  - James Doohan - Rotta verso la Terra (Star Trek IV: The Voyage Home)
  - Walter Koenig - Rotta verso la Terra (Star Trek IV: The Voyage Home)
- 1988
  - Richard Dawson - L'implacabile (The Running Man)
  - Robert De Niro - Angel Heart - Ascensore per l'inferno (Angel Heart)
  - Barnard Hughes - Ragazzi perduti (The Lost Boys)
  - Duncan Regehr - Scuola di mostri (The Monster Squad)
  - Bill Paxton - Il buio si avvicina (Near Dark)
  - Robert Englund - Nightmare 3 - I guerrieri del sogno (A Nightmare on Elm Street 3: Dream Warriors)

### Anni 1990
- 1990
  - Robert Loggia - Big
  - Mandy Patinkin - Alien Nation
  - Michael Keaton - Beetlejuice - Spiritello porcello (Beetlejuice)
  - Jack Gilford - Cocoon - Il ritorno (Cocoon: The Return)
  - Robert Englund - Nightmare 4 - Il non risveglio (A Nightmare on Elm Street 4: The Dream Master)
  - Christopher Lloyd - Chi ha incastrato Roger Rabbit (Who Framed Roger Rabbit)
- 1991
  - Thomas F. Wilson - Ritorno al futuro - Parte III (Back to the Future Part III)
  - John Goodman - Aracnofobia (Arachnophobia)
  - Jeffrey Combs - Re-Animator 2 (Bride of Re-Animator)
  - Larry Drake - Darkman
  - Al Pacino - Dick Tracy
  - Brad Dourif - L'esorcista III (The Exorcist III)
  - Tony Goldwyn - Ghost - Fantasma (Ghost)
  - John Glover - Gremlins 2 - La nuova stirpe (Gremlins 2: The New Batch)
  - Robert Picardo - Gremlins 2 - La nuova stirpe (Gremlins 2: The New Batch)
- 1992
  - William Sadler - Un mitico viaggio (Bill & Ted's Bogus Journey)
  - Wayne Newton - The Dark Backward
  - Alan Arkin - Edward mani di forbice (Edward Scissorhands)
  - Alan Rickman - Robin Hood - Principe dei ladri (Robin Hood: Prince of Thieves)
  - Patrick Bergin - A letto con il nemico (Sleeping with the Enemy)
  - Robert Patrick - Terminator 2 - Il giorno del giudizio (Terminator 2)
- 1993
  - Robin Williams - Aladdin
  - Charles S. Dutton - Alien³
  - Danny DeVito - Batman - Il ritorno (Batman Returns)
  - Kevin Spacey - Giochi d'adulti (Consenting Adults)
  - Anthony Hopkins - Dracula di Bram Stoker (Bram Stoker's Dracula)
  - Sam Neill - Avventure di un uomo invisibile (Memoirs of an Invisible Man)
  - Ray Wise - Fuoco cammina con me (Twin Peaks: Fire Walk with Me)
- 1994
  - Lance Henriksen - Senza tregua (Hard Target)
  - Charles Grodin - 4 fantasmi per un sogno (Heart and Souls)
  - Tom Sizemore - 4 fantasmi per un sogno (Heart and Souls)
  - John Malkovich - Nel centro del mirino (In the Line of Fire)
  - Jeff Goldblum - Jurassic Park
  - Wayne Knight - Jurassic Park
  - J. T. Walsh - Cose preziose (Needful Things)
- 1995
  - Gary Sinise - Forrest Gump
  - Robert De Niro - Frankenstein di Mary Shelley (Mary Shelley's Frankenstein)
  - Richard Attenborough - Miracolo nella 34ª strada (Miracle on 34th Street)
  - Raúl Juliá - Street Fighter - Sfida finale (Street Fighter)
  - Bill Paxton - True Lies
  - James Spader - Wolf - La belva è fuori (Wolf)
- 1996
  - Brad Pitt - L'esercito delle 12 scimmie (Twelve Monkeys)
  - Harvey Keitel - Dal tramonto all'alba (From Dusk Till Dawn)
  - Quentin Tarantino - Dal tramonto all'alba (From Dusk Till Dawn)
  - Val Kilmer - Heat - La sfida (Heat)
  - Christopher Walken - L'ultima profezia (The Prophecy)
  - Tim Roth - Rob Roy
- 1997
  - Brent Spiner - Primo contatto (Star Trek: First Contact)
  - Joe Pantoliano - Bound - Torbido inganno (Bound)
  - Jeffrey Combs - Sospesi nel tempo (The Frighteners)
  - Brent Spiner - Independence Day
  - Edward Norton - Schegge di paura (Primal Fear)
  - Skeet Ulrich - Scream
- 1998
  - Vincent D'Onofrio - Men in Black
  - J.T. Walsh - Breakdown - La trappola (Breakdown)
  - Steve Buscemi - Con Air
  - Robert Forster - Jackie Brown
  - Pete Postlethwaite - Il mondo perduto - Jurassic Park (The Lost World: Jurassic Park)
  - Will Patton - L'uomo del giorno dopo (The Postman)
- 1999
  - Ian McKellen - L'allievo (Apt Pupil)
  - Ben Affleck - Armageddon - Giudizio finale (Armageddon)
  - Dennis Franz - La città degli angeli (City of Angels)
  - Gary Oldman - Lost in Space
  - Billy Bob Thornton - Soldi sporchi (A Simple Plan)
  - Ed Harris - The Truman Show

### Anni 2000
- 2000
  - Michael Clarke Duncan - Il miglio verde (The Green Mile)
  - Alan Rickman - Galaxy Quest
  - Laurence Fishburne - Matrix (The Matrix)
  - Christopher Walken - Il mistero di Sleepy Hollow (Sleepy Hollow)
  - Ewan McGregor - Star Wars: Episodio I - La minaccia fantasma (Star Wars: Episode I - The Phantom Menace)
  - Jude Law - Il talento di Mr. Ripley (The Talented Mr. Ripley)
- 2001
  - Willem Dafoe - L'ombra del vampiro (Shadow of the Vampire)
  - Jason Alexander - Le avventure di Rocky e Bullwinkle (The Adventures of Rocky & Bullwinkle)
  - Dennis Quaid - Frequency - Il futuro è in ascolto (Frequency)
  - Giovanni Ribisi - The Gift
  - Will Smith - La leggenda di Bagger Vance (The Legend of Bagger Vance)
  - Patrick Stewart - X-Men
- 2002
  - Ian McKellen - Il Signore degli Anelli - La Compagnia dell'Anello (The Lord of the Rings: The Fellowship of the Ring)
  - Robbie Coltrane - Harry Potter e la pietra filosofale (Harry Potter and the Sorcerer's Stone)
  - Mark Dacascos - Il patto dei lupi (Le Pacte des Loups)
  - Tim Roth - Planet of the Apes - Il pianeta delle scimmie (Planet of the Apes)
  - Jeremy Piven - Quando l'amore è magia - Serendipity (Serendipity)
  - Eddie Murphy - Shrek
- 2003
  - Andy Serkis - Il Signore degli Anelli - Le due torri (The Lord of the Rings: The Two Towers)
  - Toby Stephens - La morte può attendere (Die Another Day)
  - Robin Williams - Insomnia
  - Max von Sydow - Minority Report
  - Ralph Fiennes - Red Dragon
  - Tom Hardy - Star Trek - La nemesi (Star Trek: Nemesis)
- 2004
  - Sean Astin - Il Signore degli Anelli - Il ritorno del re (The Lord of the Rings: The Return of the King)
  - Sonny Chiba - Kill Bill: Volume 1
  - Ken Watanabe - L'ultimo samurai (The Last Samurai)
  - Ian McKellen - Il Signore degli Anelli - Il ritorno del re (The Lord of the Rings: The Return of the King)
  - Andy Serkis - Il Signore degli Anelli - Il ritorno del re (The Lord of the Rings: The Return of the King)
  - Geoffrey Rush - La maledizione della prima luna (Pirates of Caribbean: The Curse of the Black Pearl)
- 2005
  - David Carradine - Kill Bill: Volume 2 (Kill Bill vol. 2)
  - Gary Oldman - Harry Potter e il prigioniero di Azkaban (Harry Potter and the Prisoner of Azkaban)
  - Liev Schreiber - The Manchurian Candidate
  - John Turturro - Secret Window
  - Giovanni Ribisi - Sky Captain and the World of Tomorrow
  - Alfred Molina - Spider-Man 2
- 2006
  - Mickey Rourke - Sin City
  - Liam Neeson - Batman Begins
  - William Hurt - A History of Violence
  - Val Kilmer - Kiss Kiss Bang Bang
  - Cillian Murphy - Red Eye
  - Ian McDiarmid - Star Wars: Episodio III - La vendetta dei Sith (Star Wars: Episode III - Revenge of the Sith)
- 2007
  - Ben Affleck - Hollywoodland
  - Sergi López - Il labirinto del fauno (El laberinto del fauno)
  - Philip Seymour Hoffman - Mission: Impossible III
  - Bill Nighy - Pirati dei Caraibi - La maledizione del forziere fantasma (Pirates of the Caribbean: Dead Man Chest)
  - James Marsden - Superman Returns
  - Kelsey Grammer - X-Men - Conflitto finale (X-Men: The Last Stand)
- 2008
  - Javier Bardem - Non è un paese per vecchi (No Country for Old Men)
  - David Wenham - 300
  - Ben Foster - Quel treno per Yuma (3:10 to Yuma)
  - Justin Long - Die Hard - Vivere o morire (Live Free or Die Hard)
  - James Franco - Spider-Man 3
  - Alan Rickman - Sweeney Todd - Il diabolico barbiere di Fleet Street (Sweeney Todd: The Demon Barber of Fleet Street)
- 2009
  - Heath Ledger - Il cavaliere oscuro (The Dark Knight)
  - Aaron Eckhart - Il cavaliere oscuro (The Dark Knight)
  - Shia LaBeouf - Indiana Jones e il regno del teschio di cristallo (Indiana Jones and the Kingdom of the Crystal Skull)
  - Jeff Bridges - Iron Man
  - Woody Harrelson - Transsiberian
  - Bill Nighy - Operazione Valchiria (Valkyrie)

### Anni 2010
- 2010
  - Stephen Lang - Avatar
  - Woody Harrelson - Zombieland
  - Frank Langella - The Box
  - Jude Law - Sherlock Holmes
  - Stanley Tucci - Amabili resti (The Lovely Bones)
  - Christoph Waltz - Bastardi senza gloria (Inglourious Basterds)
- 2011
  - Andrew Garfield - Non lasciarmi (Never Let Me Go)
  - Christian Bale - The Fighter
  - Tom Hardy - Inception
  - Garrett Hedlund - Tron: Legacy
  - John Malkovich - Red
  - Mark Ruffalo - Shutter Island
- 2012
  - Andy Serkis - L'alba del pianeta delle scimmie (Rise of the Planet of the Apes)
  - Ralph Fiennes - Harry Potter e i Doni della Morte - Parte 2 (Harry Potter and the Deathly Hallows - Part 2)
  - Alan Rickman - Harry Potter e i Doni della Morte - Parte 2 (Harry Potter and the Deathly Hallows - Part 2)
  - Harrison Ford - Cowboys & Aliens
  - Tom Hiddleston - Thor
  - Stanley Tucci - Captain America - Il primo Vendicatore (Captain America: The First Avenger)
- 2013
  - Clark Gregg - The Avengers
  - Javier Bardem - Skyfall
  - Michael Fassbender - Prometheus
  - Joseph Gordon-Levitt - Il cavaliere oscuro - Il ritorno (The Dark Knight Rises)
  - Ian McKellen - Lo Hobbit - Un viaggio inaspettato (The Hobbit: An Unexpected Journey)
  - Christoph Waltz - Django Unchained
- 2014
  - Ben Kingsley - Iron Man 3
  - Daniel Brühl - Rush
  - George Clooney - Gravity
  - Benedict Cumberbatch - Into Darkness - Star Trek (Star Trek Into Darkness)
  - Harrison Ford - Ender's Game
  - Tom Hiddleston - Thor: The Dark World
  - Bill Nighy - Questione di tempo (About Time)
- 2015[1][2]
  - Richard Armitage - Lo Hobbit - La battaglia delle cinque armate (The Hobbit: The Battle of the Five Armies)
  - Josh Brolin - Vizio di forma (Inherent Vice)
  - Samuel L. Jackson - Captain America: The Winter Soldier
  - Anthony Mackie - Captain America: The Winter Soldier
  - Andy Serkis - Apes Revolution - Il pianeta delle scimmie (Dawn of the Planet of the Apes)
  - J.K. Simmons - Whiplash
- 2016[3][4]
  - Adam Driver - Star Wars - Il risveglio della Forza (Star Wars: The Force Awakens)
  - Michael Douglas - Ant-Man
  - Michael Shannon - 99 Homes
  - Paul Bettany - Avengers: Age of Ultron
  - Simon Pegg - Mission: Impossible - Rogue Nation
  - Walton Goggins - The Hateful Eight
- 2017[5]
  - John Goodman – 10 Cloverfield Lane
  - Chadwick Boseman – Captain America: Civil War
  - Dan Fogler – Animali fantastici e dove trovarli (Fantastic Beasts and Where to Find Them)
  - Diego Luna – Rogue One: A Star Wars Story
  - Zachary Quinto – Star Trek Beyond
  - Christopher Walken – Il libro della giungla (The Jungle Book)
- 2018[6]
  - Patrick Stewart - Logan: The Wolverine (Logan)
  - Harrison Ford - Blade Runner 2049
  - Michael B. Jordan - Black Panther
  - Michael Keaton - Spider-Man: Homecoming
  - Chris Pine - Wonder Woman
  - Michael Rooker - Guardiani della Galassia Vol. 2 (Guardians of the Galaxy Vol. 2)
  - Bill Skarsgård - It
- 2019[7]
  - Josh Brolin - Avengers: Infinity War
  - John Lithgow - Pet Sematary
  - Lin-Manuel Miranda - Il ritorno di Mary Poppins (Mary Poppins Returns)
  - Lewis Pullman - 7 sconosciuti a El Royale (Bad Times at the El Royale)
  - Jeremy Renner - Avengers: Endgame
  - Will Smith - Aladdin
  - Steven Yeun - Burning

### Anni 2020
- 2021[8][9]
  - Bill Hader - It - Capitolo due (It: Chapter Two)
  - Adam Driver - Star Wars - L'ascesa di Skywalker (Star Wars: The Rise of Skywalker)
  - Chris Evans - Cena con delitto - Knives Out (Knives Out)
  - Ian McDiarmid - Star Wars - L'ascesa di Skywalker (Star Wars: The Rise of Skywalker)
  - Robert Pattinson - Tenet
  - Donnie Yen - Mulan

- 2022[10]
  - Ke Huy Quan - Everything Everywhere All at Once
  - Paul Dano - The Batman
  - Colin Farrell - The Batman
  - Ethan Hawke - Black Phone (The Black Phone)
  - Richard Jenkins - La fiera delle illusioni - Nightmare Alley (Nightmare Alley)
  - Alfred Molina - Spider-Man: No Way Home
  - Benedict Wong - Doctor Strange nel Multiverso della Follia (Doctor Strange in the Multiverse of Madness)

- 2024[11]
  - Nicolas Cage - Renfield
  - Robert Downey Jr. - Oppenheimer
  - Ryan Gosling - Barbie
  - Michael Keaton - The Flash
  - Stephen Lang - Avatar - La via dell'acqua (Avatar: The Way of Water)
  - Mads Mikkelsen - Indiana Jones e il quadrante del destino (Indiana Jones and the Dial of Destiny)

- 2025[12]
  - Hugh Jackman – Deadpool & Wolverine
  - Josh Brolin – Dune: Parte Due (Dune: Part Two)
  - Austin Butler – Dune: Parte Due (Dune: Part Two)
  - Nicolas Cage  – Longlegs
  - Willem Dafoe  – Beetlejuice Beetlejuice
  - David Jonsson – Alien:Romulus
  - Owen Teague – Il regno del pianeta delle scimmie (Kingdom of the Planet of the Apes)